# 佛罗伦萨小镇

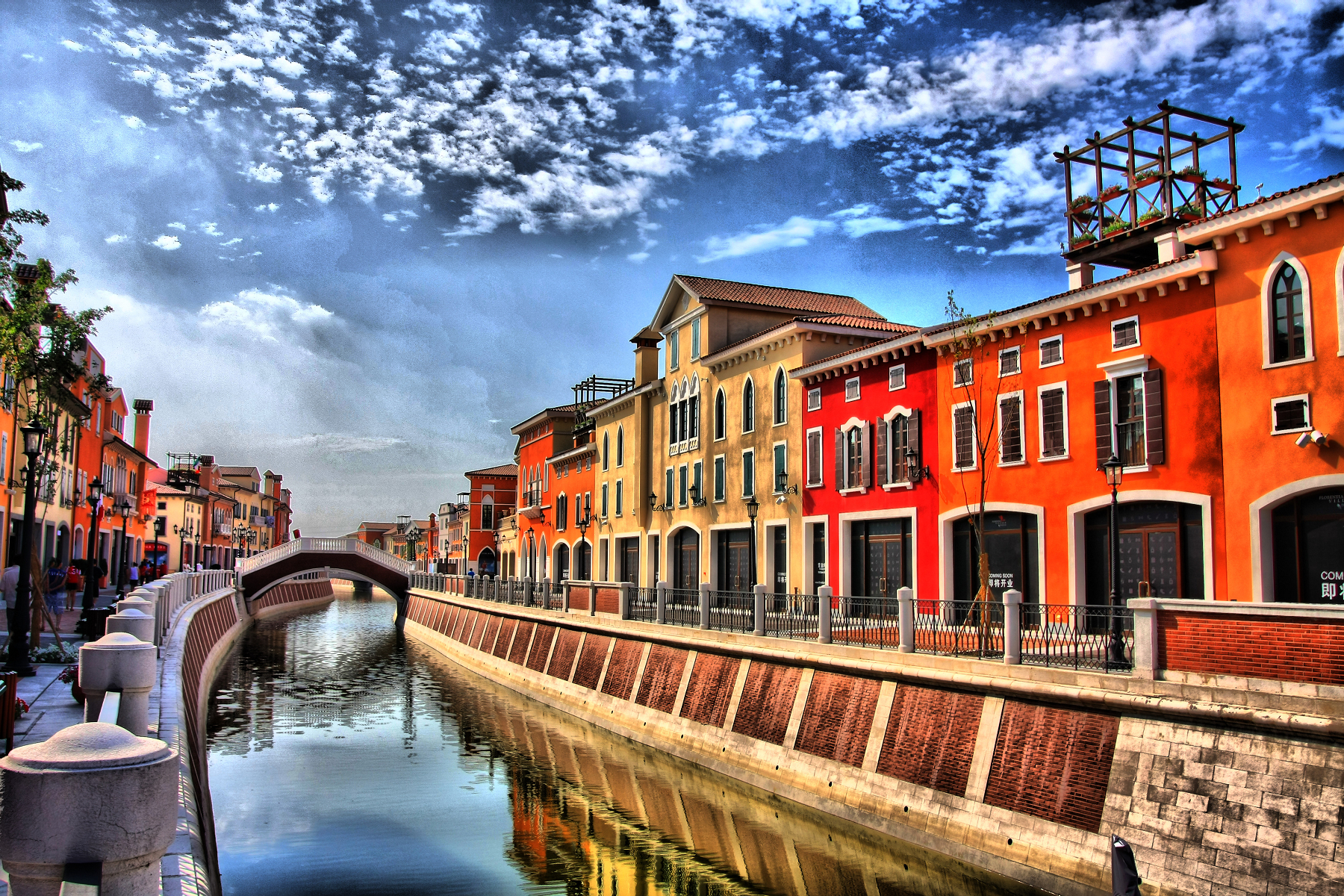
天津佛罗伦萨小镇的中央大运河

佛罗伦萨小镇，是一個名牌折扣商场品牌，首店佛罗伦萨小镇-京津名品奥特莱斯于2011年6月9日在中国天津市武清区正式开业。该商业项目由意大利FINGEN集团旗下的房地产公司RDM集团和美国威特公司共同投资建设，是亚洲首座意大利风格的大型名品折扣中心和休闲文化中心。
目前在天津、上海、佛山、香港（葵涌KC100）、鄂州、成都和重庆設有分店，其中香港分店以佛羅倫斯小鎮（Florence廣東話譯音為佛羅倫斯）為名。

## 分店概况

### 天津

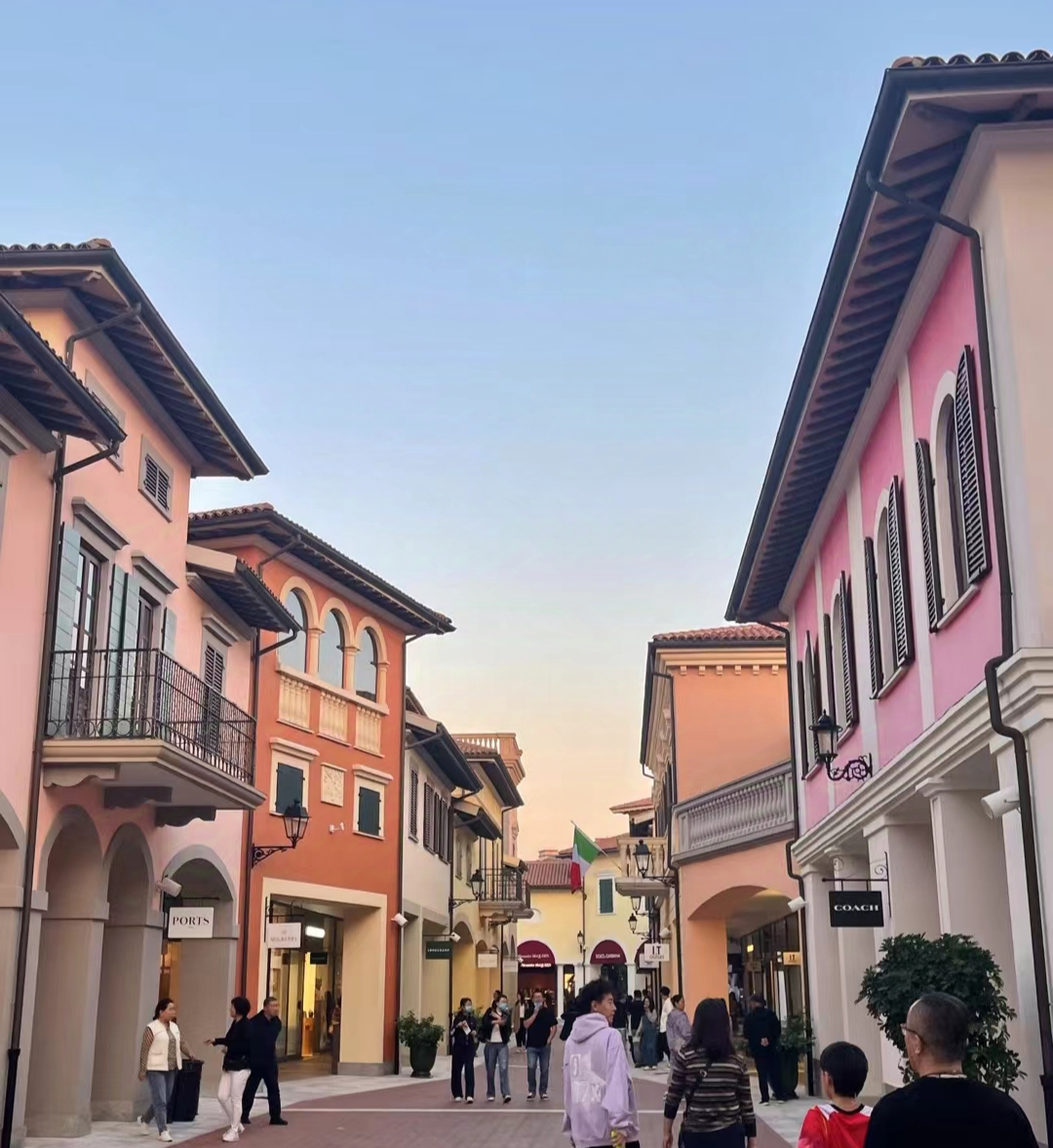
天津武清佛罗伦萨小镇

佛罗伦萨小镇-京津名品奥特莱斯坐落在天津市武清区前进道北侧，可由 京津城际铁路武清站到達。占地总面积为6万平方米，可租用面积为4.2万平方米，免费停车位约有2800个。于2011年1月19日建成，2011年6月9日正式开业。整个购物中心设有近200家店铺，其建筑设计为16世紀意大利古典建築風格，此外，购物中心内部还设有罗马剧场、圣乔瓦尼广场、圣马可广场、圣彼得广场和圣卡洛广场供游客驻足休息，在整个购物中心的中央还设有一条大运河，河上有贡多拉可以乘坐。

### 上海

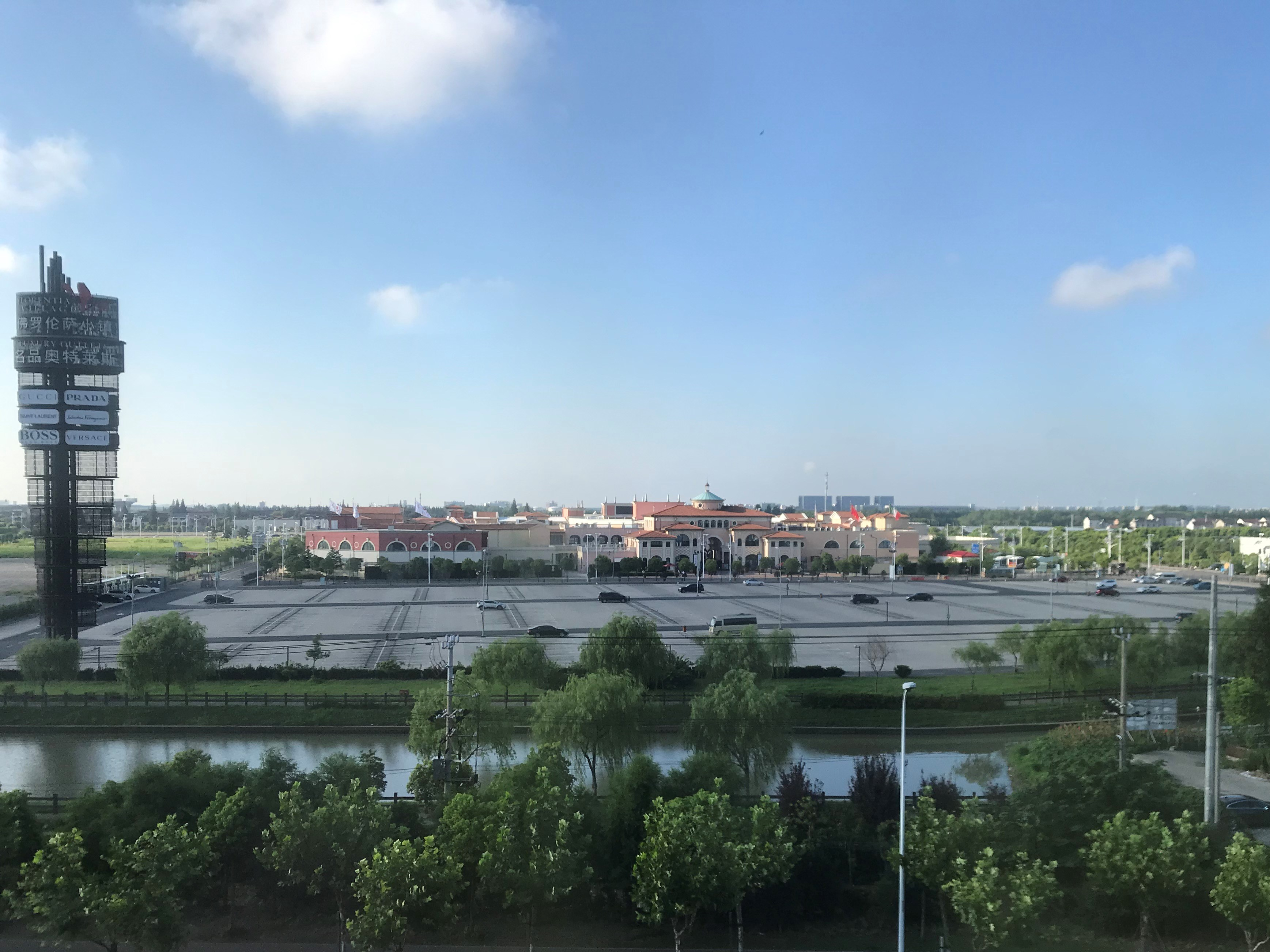
上海川沙佛罗伦萨小镇

2015年1月，佛罗伦萨小镇—上海名品奥特莱斯开业。2021年9月，上海佛罗伦萨小镇二期项目开幕。

## 图集

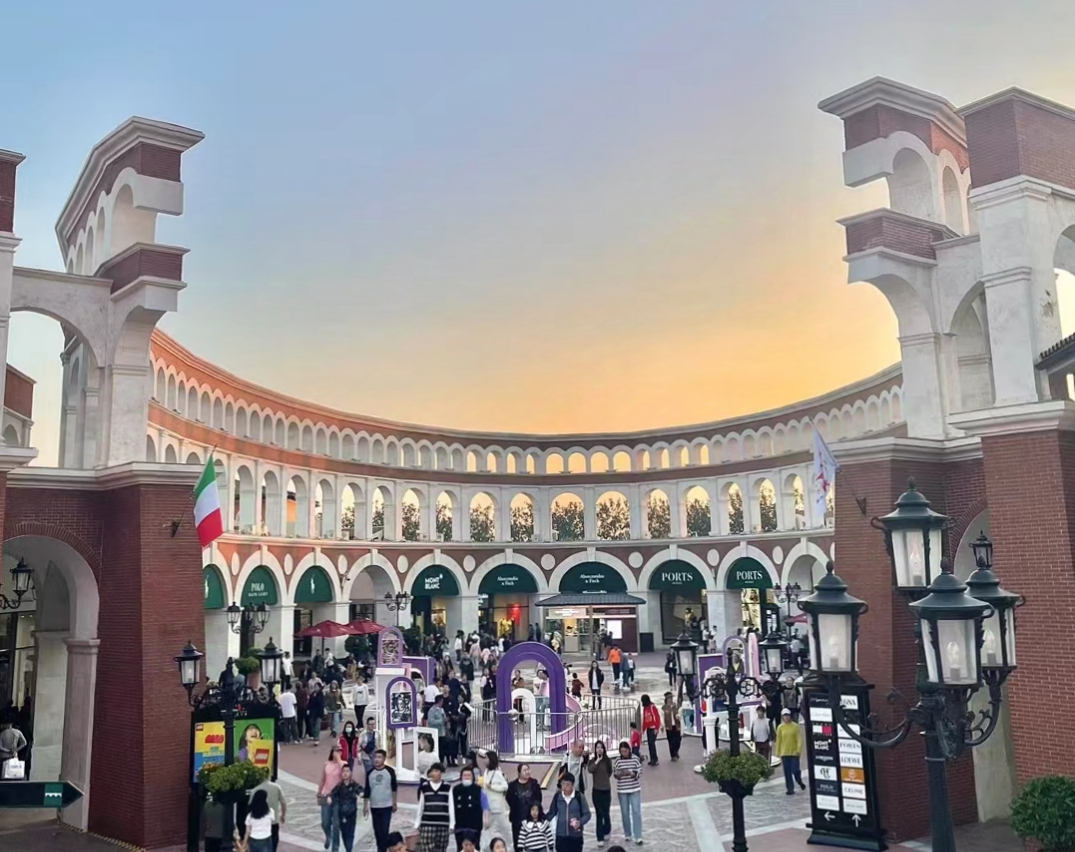
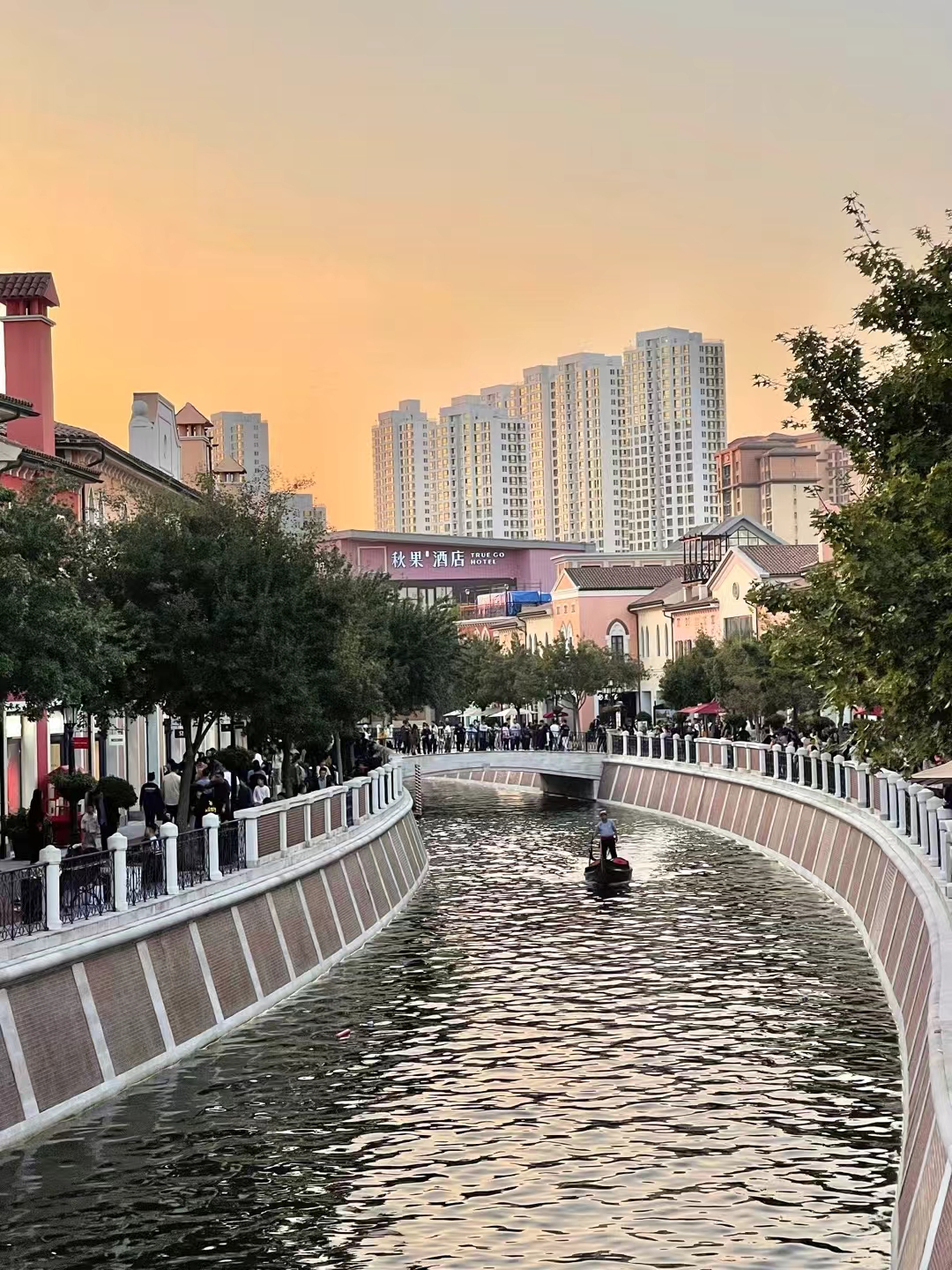